# Parvovirus

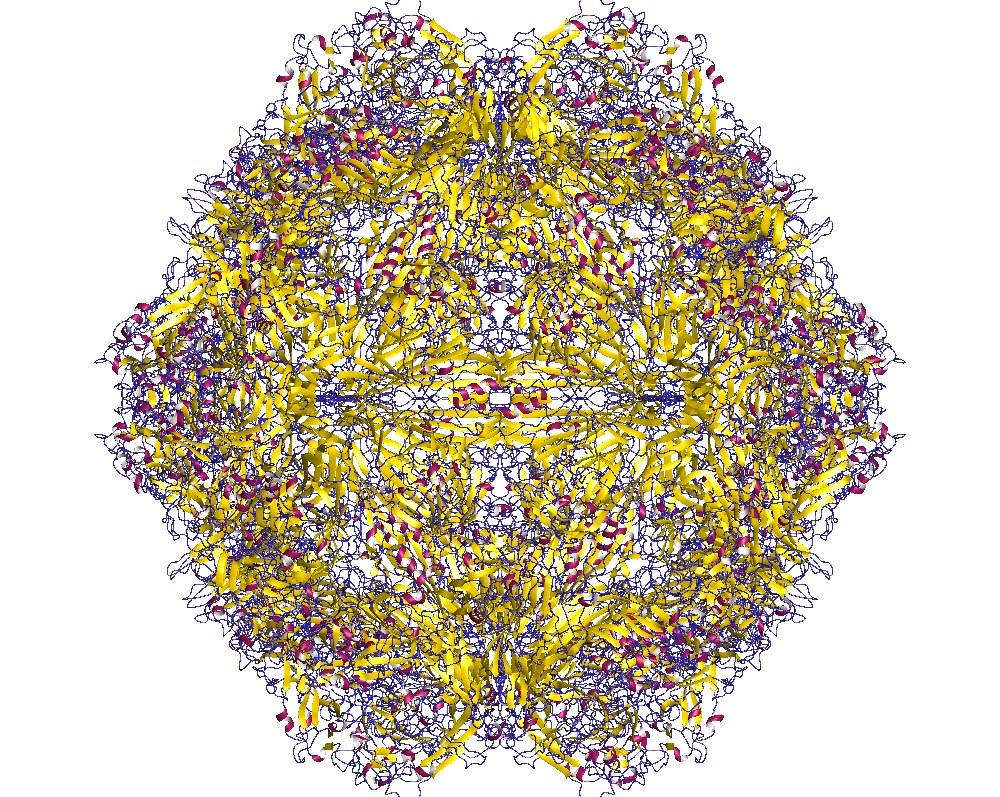
Parvovirus coat protein homo60mer, Carnivore protoparvovirus 1.

Parvovirus är ett släkte inom familjen Parvoviridae med linjära, icke-segmenterade enkelsträngade DNA-virus med en genomsnittlig genomstorlek på 5000 baspar. Parvovirus är ett av de minsta virus som finns i naturen vilket gett dem dess namn då parvus betyder "liten" på latin.
Många däggdjursarter har ett specifikt parvovirus förknippat med dem. Parvovirus tenderar att vara specifika med vilket taxon som de infekterar, men detta är en flexibel karaktär. Exempelvis så påverkar alla typer av valpsjuka hundar, vargar och rävar men bara vissa typer av valpsjuka infekterar även katter. Parvovirus hos katt orsakar s.k. kattpest.
Ingen art inom släktet parvovirus är idag känd för att infektera människan. Däremot kan människan infekteras av virus från tre andra släkten inom familjen Parvoviridae. Dessa är dependovirus, som AAV, erytrovirus, som B19 och Boca-virus.

## Struktur
Parvovirusens kapsid består av tre proteiner kända som VP1, VP2 och VP3, vilka formar en ikosaedrisk struktur som tål pH, lösningsmedel och temperaturer på upp till 50°C. Inuti kapsiden finns ett enkelsträngat DNA-genom. Vid femte och tredje ändarna av detta genom finns palindromiska sekvenser av ungefär 115 nukleotider vilka i huvudsak är till för virionets replikation.